# 打席數
打席數（Plate appearance）是棒球運動中的一項統計數據，指一個打擊手完成一次打擊的次數。所謂完成一次打擊數，包括被三振、保送、或將球擊到界內、將球擊成界外高飛球被接殺等等。有幾種情形下，會有打者出場，但未完成打擊而不能獲得打席數：
- 在進行打擊的時候，壘上跑者因盜壘失敗，或遭投手牽制出局，因此造成第三個出局數出現而結束該局。
- 在進行打擊時，因教練啟用代打，而將該打者換下去。但以中華職棒為例，假如在打者被換下去時，球數已達兩好球，則代打球員若被三振，則該打席數（三振）仍記在被換下去的打者身上。
- 再見暴投或再見捕逸。

打席數主要代表了一個打擊者實際出場打擊的次數，尤其牽涉到個人的打擊率是否被認為有意義。 例如在中華職棒，打擊率最高的球員平均一場需要有3.1以上的打席數，才能獲得打擊王的獎項。